# NGC 1437A
NGC 1437A је спирална галаксија у сазвежђу Еридан која се налази на NGC листи објеката дубоког неба.
Деклинација објекта је - 36° 16' 23" а ректасцензија 3h 43m 2,1s. Привидна величина (магнитуда) објекта NGC 1437 износи 13,4 а фотографска магнитуда 14,0. NGC 1437A је још познат и под ознакама ESO 358-54, MCG -6-9-24, FCC 285, PGC 13655.